# Ratiboř (Zlín)
Ratiboř (in tedesco Ratiborsch) è un comune della Repubblica Ceca facente parte del distretto di Vsetín, nella regione di Zlín.